# Agrotis tocheata
Agrotis tocheata är en fjärilsart som beskrevs av Paul Dognin 1914. Agrotis tocheata ingår i släktet Agrotis och familjen nattflyn. Inga underarter finns listade i Catalogue of Life.